# Akmal Zakaria
Akmal Hakim Zakaria (25 september 1996) is een Maleisisch wielrenner die rijdt voor Malaysia Pro Cycling.

## Carrière
In 2017 maakte Zakaria de overstap van NSC-Mycron naar Team Sapura Cycling. Namens die ploeg won hij in september de tweede etappe in de Ronde van de Molukken door de massasprint te winnen.

## Overwinningen
2017
2e etappe Ronde van de Molukken
2018
4e etappe Ronde van Siak

## Ploegen
- 2015 –  National Sports Council of Malaysia Cycling Team
- 2016 –  NSC-Mycron
- 2017 –  Team Sapura Cycling
- 2018 –  Team Sapura Cycling
- 2019 –  Team Sapura Cycling
- 2020 –  Team Sapura Cycling
- 2021 –  Team Sapura Cycling
- 2022 –  Team Sapura Cycling
- 2023 –  Team Sapura Cycling
- 2024 –  Malaysia Pro Cycling
- 2025 –  Malaysia Pro Cycling

Abdul Halil · Azman · Cahyadi · Ewart · Misbah · Niño · Othman · Page · Pérez · Saharil · Vogt · Zakaria · Zariff